# گردشگری پزشکی در مالزی
گردشگری پزشکی در مالزی، طبق اعلام شورای سفر بهداشت و درمان مالزی (ام اچ تی سی)، بنابر گزارش‌ها این کشور در سال ۲۰۱۱ بالغ بر ۶۴۱٬۰۰۰ نفر بیمار خارجی، در سال ۲۰۱۲ تعداد ۷۲۸٬۸۰۰ نفر، در سال ۲۰۱۳ تعداد ۸۸۱٬۰۰۰ نفر، در سال ۲۰۱۴ تعداد ۸۸۲٬۰۰۰ نفر، در سال ۲۰۱۵ تعداد ۸۵۹٬۰۰۰ نفر و در سال ۲۰۱۶ تعداد ۹۲۱٬۰۰۰ نفر را پذیرش نموده است. آمار گردشگری پزشکی مالزی از تعداد گزارش شده تمام بیماران خارجی که با بهره بردن از تسهیلات و امکانات پزشکی تأیید شده، توسط شورای سفر بهداشت و درمان مالزی تحت درمان قرار گرفته‌اند، به دست آمده است. این آمار تمام بیماران ثبت شده با گذرنامه خارجی را در بر می‌گیرد، که به صورت پیش فرض شامل خارجی‌های دور از وطن، مهاجران، مسافران با فعالیت تجاری و مسافرینی که در روزهای تعطیل به سفر می‌روند می‌باشد که ممکن است بهره بردن از خدمات درمانی هدف اصلی آنها از اقامت در کشور نبوده است. شمار وسائل پزشکی مورد حمایت شورای سفر بهداشت و درمان مالزی با گذر سال‌ها در کشور افزایش یافته است (به عنوان مثال ۳۵ عدد در سال ۲۰۰۹، ۴۹ عدد در سال ۲۰۱۱، ۶۳ عدد در سال ۲۰۱۲، ۷۲ عدد در سال ۲۰۱۳ و ۷۸ عدد در سال ۲۰۱۴)، که در افزایش آمار رسمی بیماران خارجی ایفای نقش می‌کند. مالزی در فهرست ۱۰ مقصد برتر گردشگری دنیا، در کتاب راهنمای گردشگری پزشکی بیماران فراتر از مرزها (Patients Beyond Borders)، قرار گرفته است.